# 레지스토마이신
레지스토마이신(영어: resistomycin)은 분자식이 C22H16O6인 항생제이다. 레지스토마이신은 히페리신과 유사하다. 레지스토마이신은 1951년에 스트렙토미세스 레시스토미시피쿠스(Streptomyces resistomycificus)라는 세균으로부터 처음 분리되었다.

## 같이 보기
- 항생제

## 더 읽을거리
- Brockmann, Hans; Meyer, Ernst; Schrempp, Klaus; Reiners, Fritz; Reschke, Till (April 1969). “Resistomycin, IV. Die Konstitution des Resistomycins”. 《Chemische Berichte》 102 (4): 1224–1246. doi:10.1002/cber.19691020415. PMID 5802095.
- 《Comprehensive Natural Products II: Chemistry and Biology》 (영어). Elsevier. 2010년 3월 5일. 266쪽. ISBN 978-0-08-045382-8.